# Schistostephium oxylobum
Schistostephium oxylobum es una especie de planta floral del género Schistostephium, tribu Anthemideae, familia Asteraceae. Fue descrita científicamente por S.Moore.
Se distribuye por Zimbabue y Mozambique. Puede alcanzar los 0,5 a 5 metros de altura con tallos muy ramificados. Se encuentra a altitudes de 450–2600 metros.